# 피아노 소나타 10번 (모차르트)
볼프강 아마데우스 모차르트의 피아노 소나타 10번 C장조, K. 330 / 300H는 1783년에 작곡되었다. 그 때 당시 모차르트의 나이는 27세였다.

소나타는 3 악장으로 되어 있다.
1. Allegro moderato
2. Andante cantabile in F major
3. Allegretto